# Чешский монетный двор

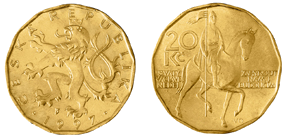
20 крон 1998 года, изготовленные на Чешском монетном дворе. На аверсе, под львом — знак монетного двора

Акционерное общество Чешский монетный двор (чеш. Česká mincovna, a.s.) — чешская компания, занимающаяся изготовлением монет из драгоценных и обычных металлов, базируется в Яблонце-над-Нисоу. Единственный в Чехии монетный двор, уполномоченный чеканить монеты для центрального банка. Также компания изготавливает монеты для центральных банков иностранных государств, таких как Молдавия, Армения, Венесуэла, Объединённые Арабские Эмираты и Ливан. Кроме того, Чешский монетный двор выпускает памятные медали, а также реплики (копии) исторических монет, жетонов и медальонов.
Чешский монетный двор тесно сотрудничает с яблонецкой Академией искусств, ряд экспертов, работающих в компании, являются выпускниками академии.

## История
Богемия, Моравия и Силезия имеют давние традиции чеканки монет. С X по XIII век несколько монетных дворов были расположены на территории современных Чехии и Словакии. 17 ноября 1328 года город Кремница, вместе со статусом свободного королевского шахтёрского города, получил от венгерского короля Карла I Роберта привилегию на открытие монетного двора, который является одним из старейших монетных дворов в мире. После распада Чехословацкой Федеративной Республики чехословацкий монетный двор в Кремницах оказался на территории обретшей независимость Словакии, и у только что образованной Чешской Республики возникла потребность в собственном производстве монет. В 1993 году в городе Яблонец-над-Нисоу открылся Чешский монетный двор, в том же году освоивший изготовление крон и разменных геллеров (в большинстве своём из стали или никелевого сплава). В следующм году компания начала производить памятные монеты.
После введения в 1993 году чешской кроны монетный двор не мог быстро удовлетворить потребности страны в новых монетах, поэтому чешские монеты чеканили также Монетный двор Гамбурга и Королевский канадский монетный двор в Виннипеге. Начиная с 1994 года Чешский монетный двор становится эксклюзивным поставщиком монет для нужд Чешского национального банка — как циркуляционных монет, так и памятных.
В 2002 году компания получила сертификат системы менеджмента качества ISO 9001: 2000 от Lloyd’s Register Quality Assurance.
В 2009 году Чешский монетный двор был приватизирован, его владельцем стала чешская компания Jablonex Group. В 2010 году компанию купила чешско-швейцарский консорциум Monetica, владельцами которого являются чешский предприниматель Карел Зубек и швейцарская монетная фирма AV Amera Vermoegensbeteiligungs AG.

## О компании
Производство оснащено современными прессами Gräbener и имеет собственный инструментальный цех. Полуфабрикаты для производства оборотных и памятных монет приобретаются за рубежом у известных европейских производителей, так как их внутреннего производства не существует. Годовая производственная мощность оценивается в 500 миллионов экземпляров тиражных монет и 300 тысяч памятных монет. Чешский монетный двор управляет магазинами в Праге, Брно и Яблонце-над-Нисоу, а также специализированным интернет-магазином. В 2018 году в компании работало 85 человек.
Чешский монетный двор имеет несколько монетных знаков. Первое обозначение — буква «b» с короной над ней, возникло в самом начале существования двора. Оно штампуется в основном на циркуляционных монетах. Второе обозначение — «СМ» с черточкой над буквой «С», ставится на всех медалях из ценных металлов. Есть ещё одно обозначение, которое используется для собственной продукции двора — «СМ» с короной над буквой «С».

## Монеты
Сначала Чешский монетный двор производил только с циркуляционные монеты, но вскоре был налажен выпуск памятных монет для Чешского национального банка. В 1994 году были выпущены первые серебряные памятные монеты номинальной стоимостью 200 чешских крон, через год были выпущены первые золотые памятные монеты номинальной стоимостью 1000, 2500 крон, 5000 и 10 000 чешских крон. В 2001 году монетный двор начал выпускать серию из десяти золотых памятных монет номинальной стоимостью 2000 чешских крон, посвящённых чешским архитектурным памятникам. В период с 2006 по 2010 год монетный двор выпустил серию монет, посвящённую культурным памятникам технического наследия. Третья серия (2011—2015 годы), полукруглые монеты номинальной стоимостью 5000 чешских крон, были посвящены значительным мостовым конструкциям на территории Чехии. В период с 2016 по 2020 годы планируется выпустить серебряные памятные монеты номинальной стоимостью 500 чешских крон и золотые памятные монеты номинальной стоимостью 10 000 чешских крон, посвящённых чешским юбилеям, частности, 800-летию со дня вручения Золотой сицилийской буллы чешскому правителю Пршемысла Отакару I и 600-летию со дня сожжения Яна Гуса.
Также Чешский монетный двор выпускал и другие памятные монеты, например, комплекты, посвящённые регионам Чешской Республики, ежегодно выпускавшиеся годовые наборы или, например, набор денег на рождение ребёнка.

## Медали
Во второй половине 1990-х годов Чешский монетный двор является крупным производителем памятных медалей на чешском рынке. В первую очередь выпускаются монеты связанные с Чехией, её историей и культурой, но иногда производятся монеты и на другие темы (например, медали с портретами Джона Фицджеральда Кеннеди и Зигмунда Фрейда, медали по случаю введения евро и так далее). Монетный двор также воспроизводит исторические реплики. Так, ежегодно выпускаются одна золотая и одна серебряная медаль — копии монет, которые были в прошлом в Чехии. Это, например, пражский грош, самая известная чешская монета, или иоахимсталер, от название которого позднее произошло название наиболее используемой мировой валюты — доллара США.
Самый дорогой продукт Чешского монетного двора — золотая инвестиционная медаль весом в один килограмм, цена на момент выпуска в 2011 году составила 1 200 000 чешских крон. Каждый год выпускается ограниченное количество этих медалей. Общая тема представлена видными личностями, изображёнными на чешских банкнотах. В 2010 году это была медаль с портретом первого президента Чехословацкой Республики Томаша Гаррига Масарика, в 2011 году с портретом оперной певицы Эммы Дестиновой. Автор работ, как и чешских банкнот, Олдржих Кулханек, известный чешский художник, график и иллюстратор.
Для неинвестиционных целей выпускаются медали для важных жизненных событий — золотые и серебряные свадебные дукаты или толары, золотой дукат по случаю рождения ребёнка и многое другое. Чешский монетный двор также является дистрибьютором золотых слитков.